# Paolo Sturzenegger
Paolo Sturzenegger, noto anche come Paul Sturzenegger (Rosario, 7 giugno 1902 – Lugano, 19 maggio 1970), è stato un calciatore svizzero, di ruolo attaccante.

## Carriera
Con la Nazionale svizzera ottenne una medaglia d'argento ai Giochi olimpici del 1924.
Con il FC Lugano vince la Coppa Svizzera il 10 maggio 1931, al Campo Marzio (gremito di folla), nella finale contro il Grasshoppers, il Football Club Lugano vince per due reti a una, conquistando per la prima volta la coppa Svizzera.
I vincitori della Coppa Svizzera: Amadò, Bassi, Bosco, Brivio, Cabrini, Costa, Fink, Fioroni, Gilardoni, Lombardini, Maspoli, Meregalli, Ortelli, Pessina, Poretti, Sturzenegger.

## Palmarès

### Club

#### Competizioni nazionali
- Campionato svizzero: 1

Zurigo: 1923-1924
- Coppa Svizzera: 1

Lugano: 1930-1931

### Nazionale
- Argento olimpico: 1

Parigi 1924